# Bajomyszka południowa
Bajomyszka południowa (Baiomys musculus) – gatunek ssaka z podrodziny nowików (Neotominae) w obrębie rodziny chomikowatych (Cricetidae).

## Zasięg występowania
Bajomyszka południowa występuje w Ameryce Środkowej zamieszkując w zależności od podgatunku:
- B. musculus musculus – południowe Nayarit, zachodnie i środkowe Jalisco, Colima i Michoacán (zachodnio-środkowy Meksyk).
- B. musculus brunneus – południowo-wschodnie Puebla i środkowy Veracruz ( środkowo-wschodni Meksyk).
- B. musculus grisescens – od południowo-środkowej Gwatemali na południowy wschód do południowo-zachodniego Hondurasu.
- B. musculus handleyi – znany tylko z miejsca typowego w zachodniej Gwatemali.
- B. musculus infernatis – południowo-środkowe Puebla i północna Oaxaca (środkowy Meksyk).
- B. musculus nigrescens – Chiapas (południowy Meksyk), południowa Gwatemala i Salwador.
- B. musculus pallidus – Guerrero, Morelos, południowo-zachodnia Puebla i Oaxaca (południowo-zachodni Meksyk).
- B. musculus pullus – północno-zachodni kraniec Nikaragui.

## Taksonomia
Gatunek po raz pierwszy zgodnie z zasadami nazewnictwa binominalnego opisał w 1892 roku amerykański zoolog Clinton Hart Merriam nadając mu nazwę Sitomys musculus. Holotyp pochodził z miasta Colima, w stanie Colima, w Meksyku.
Odnotowano podział genetyczny B. musculus odpowiadający regionom przybrzeżnym Michoacán, przy czym reprezentowane mogą być dwa gatunki, co sugeruje konieczność przeprowadzenia dodatkowych badań. Autorzy Illustrated Checklist of the Mammals of the World rozpoznają osiem podgatunków.

### Etymologia
- Baiomys: gr. βαιος baios „niewielki, maleńki”; μυς mus, μυoς muos „mysz”[15].
- musculus: łac. musculus „myszka”, od mus, muris „mysz”; przyrostek zdrabniający -ulus[16].
- brunneus: nowołac. brunneus „brązowy”, od średniowiecznołac. brunius „brązowy”[16].
- grisescens: nowołac. griscescens, griscescentis „szarawy”, od średniowiecznołac. griseum „szary”[16].
- handleyi: dr Charles Overton Handley Jr. (1924–2000), amerykański zoolog, specjalizujący się w nietoperzach, kolekcjoner z tropikalnej Ameryki[17][16].
- infernatis: łac. infernus „z dolnych regionów”[18].
- nigrescens: łac. nigrescens, nigrescentis „czarniawy”, od nigrescere „stać się czarnym”, od niger „czarny”[16].
- pallidus: łac. pallidus „blady, ziemisty”, od pallere „być bladym”[16].
- pullus: łac. pullus „ciemnego koloru, czarniawy, mroczny”[16].

## Morfologia
Długość ciała (bez ogona) 65–79 mm, długość ogona 35–56 mm, długość ucha 9–12 mm, długość tylnej stopy 14–17 mm; masa ciała 6–10 g.

## Ekologia
Gatunek ten występuje na obszarach lasów tropikalnych, suchy scrub i zarośla.
Aktywne w ciągu dnia lub wczesnym wieczorem. Ich obecność wskazują często obgryzione trawy i zielsko oraz zielone odchody. Podziemne nory są przez nie wykorzystywane w trawiastych terenach, w bardziej otwartych, suchych terenach chronią je skały. W chiapas jego dieta składa się w 50% z owadów, 25% nasion (w tym nasiona roślin z rodziny psiankowatych (Solanaceae)) i 25% z roślin zielnych. Jedno znalezione pod puchowcem pięciopręcikowym gniazdo było zbudowane z dokładnie przemielonego materiału roślinnego. B. musculus wydają się być gatunkiem społecznym i żyją w jednym gnieździe wspólnie. Rozród trwa cały rok. W miocie może być od 1 do 4 młodych (średnio 2,9)

## Populacja
Bajomyszki południowe są powszechne. Szczególnie obficie występują na pastwiskach oraz terenach uprawnych.